# Invenzione delle reliquie

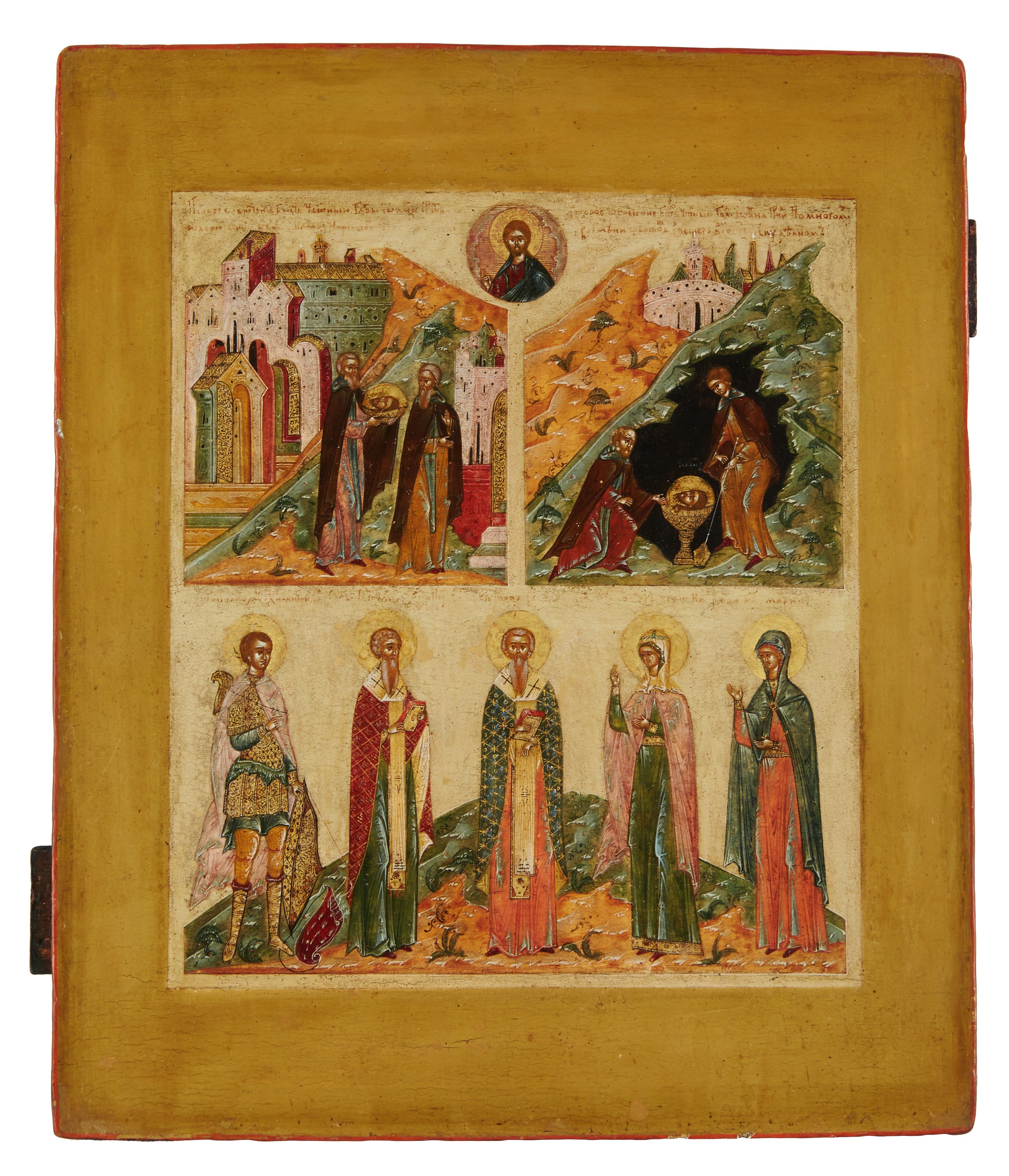
Prima e seconda invenzione del capo di Giovanni il Battista, icona del VII secolo.

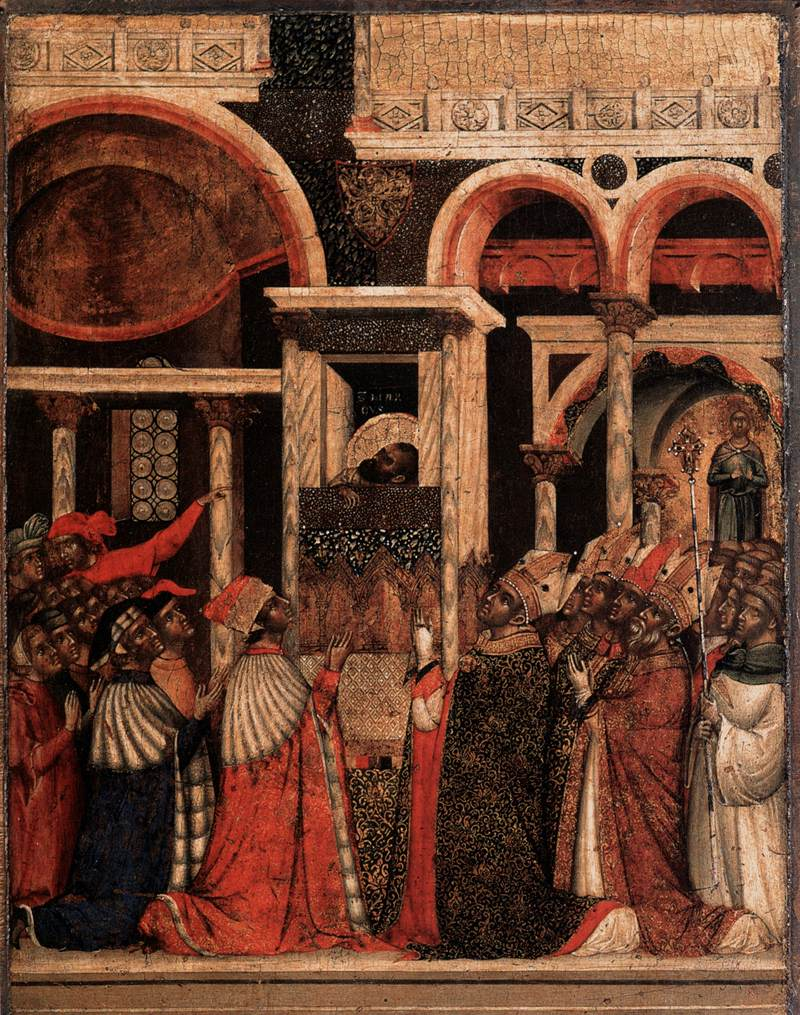
Riscoperta delle reliquie di san Marco Evangelista (olio su tempera di Paolo Veneziano).

Un'invenzione delle reliquie (in latino: inventio reliquarum; lett. "scoperta delle reliquie") è una storia sul ritrovamento spesso prodigioso delle spoglie mortali di un santo, martire, profeta e simili, o di un oggetto da questi toccato, in particolare il sudario (brandeum)  o il telo di lino posto a contatto con la reliquia.

## Storia
L'invenzione delle reliquie appartiene alla letteratura agiografica dell'antichità cristiana e dell'alto Medioevo. Sottogenere per uso liturgico, esse intervenivano in  momenti cruciali per la vita delle comunità monastiche o cattedrali, consentendo loro di uscire dalle difficoltà finanziarie, di riaffermare il potere di un vescovo, di difendere le fondamenta alla base di una riforma, ecc.. Insieme alle traslazioni (translationes) di reliquie, concorrevano a formare le raccolte dei miracoli (miracula) del santo, prive di un valore storico di prim'ordine, distinti e autonomi dal genere agiografico che descriveva le loro vite.
L'invenzione delle reliquie ebbe luogo anche nell'ambito della cosiddetta Ricarica sacrale, il progetto delle autorità religiose cattoliche del XIX secolo di ricostituire il potere sacro delle pratiche religiose, degli oggetti e dei luoghi santi, a seguito della desacralizzazione radicale e distruttiva operata dalla Rivoluzione francese. In tale veste, lo storico era chiamato all'esame critico delle strategie narrative, devozionali, agiografiche, storiche o archeologiche tese a giustificare la rinascita del culto, e il loro "rovescio", vale a dire la mancanza di culto, la "riluttanza" dei fedeli, i dibattiti intellettuali e le controversie religiose o accademiche, che avevano contribuito a limitare gli effetti e a restringere la portata della ricarica sacrale.

## Rituali legati alle reliquie
L'invenzione delle reliquie è la fase di un rituale cristiano che prevede:
- l'invenzione delle reliquie: ritrovamento del corpo del santo o delle sue reliquie;
- l'elevatio: l'esposizione del corpo del santo in un sarcofago o all'interno di un reliquiario, nel quale si potevano trovare anche esposte reliquie quali parti del suo corpo o oggetti legati al santo;
- la receptio: il ricevimento delle reliquie nella loro collocazione definitiva, meta di tanti pellegrinaggi;
- la depositio: la traslazione delle spoglie mortali sotto il tavolo dell'altare maggiore, o in una tomba posta all'interno di una cripta, ovvero, a partire dall'XI secolo, in un santuario o reliquiario eretto nel coro della Chiesa, che veniva così ad essere santificato dalla presenza di tali oggetti sacri. Inizialmente collocati in una fossa in muratura o in una cripta sotto l'altare, questi resti sono, a seconda dell'epoca e della regione, posti in una piccola cavità (il loculus) disposti nella sua base o piede,  depositati nella lastra superiore dell'altare, talvolta anche nelle pareti o nelle colonne dei luoghi di culto, incrostati nei loro affreschi e mosaici. Talora, nella nicchia dell'altare (detta confessio o sepulchrum) o al di sotto di quest'ultimo, veniva realizzata un'apertura verticale (la fenestella confessionis), che permetteva ai pellegrini di vedere e toccare indirettamente le reliquie[5].

## Esempi

### Profeta Isaia
L'opera sulla vita dei profeti chiamata Vitae Prophetarum, così come l'apocrifo Ascensio Isaiae, alludono vagamente alla presenza delle reliquie del profeta Isaia a Gerusalemme. sono citati nell'Itinerarium Burdigalense. Un testo siriaco che probabilmente risale all'inizio del V secolo, suppone la loro presenza a Gerusalemme, come suggerito ulteriormente da altri due testi antichi. Il lezionario di Gerusalemme parla anche delle reliquie di Isaia, come il 16 giugno per una deposizione nella Fondazione Bassa. Nella valle del Cedron è stata scoperta un'iscrizione medievale relativa alle reliquie di Isaia.